# Мост над Зондския пролив
Мостът над Зондския пролив е шосейно-железопътен проект, който ще свързва островите Суматра и Ява през Зондския пролив.
След години на обсъждане и планиране през октомври 2007 г. индонезийското правителство одобрява проекта за построяването на съоръжението над 26-километровия Зондски пролив, което се очаква да бъде най-дългият висящ мост в света.
Проектът за $10 милиарда е за поредица от мостове, която ще включва 6-лентова магистрала и двойна железопътна линия и ще минава през разположените в протока острови Праджурит, Сангианг и Улар. Най-дългата непрекъсната връзка ще бъде около 3 километра, което е с около 50% повече от най-дългата съществуваща структура – моста Акаши Кайкио в Япония.
Според представителите на консорциума, който планира да построи моста, строежът ще започне през 2012 г., ако проучванията покажат, че теренът е подходящ. Според първоначални прогнози мащабният проект ще влезе в експлоатация не по-рано от 2020 г.
Най-голямото предизвикателство за проекта е разположението на протока в една от най-земетръсните зони в света. Суматра често е удряна от опустошителни трусове; повече от 230 000 души загиват при земетресението в Индийския океан от 26 декември 2006 г. В региона са разположени голям брой активни вулкани, включително и Кракатау, който е едва на 40 km от проектирания мост и е известен с опустошителното си изригване през 1883 г., когато загиват 10-ки хиляди хора.
Мостът значително ще скъси пътя между островите, който сега отнема около няколко часа с ферибот. Около 20 милиона души са прекосили протока през 2006 г. и се предполага, че броят им ще се удвои до 2020 г. Той ще успокои растящото население на Ява - дом на 130 милиона души (о. Суматра, около 3 пъти по-голям, е с население 47 милиона души)[ неясно? ]. Столицата Джакарта се намира на около 100 км на изток, а Суматра е най-населеният остров в света, който няма пътна връзка с национална столица.